# Johann Martin Wolff
Johann Martin Wolff (* 28. März 1716 in Schweinfurt; † 17. Juli 1744) war ein deutscher Mediziner und Arzt in Schweinfurt.

## Leben
Johann Martin Wolff studierte Medizin und wirkte nach seiner Promotion als praktischer Arzt in Schweinfurt.
Am 12. Oktober 1742 wurde er unter der Matrikel-Nr. 528 mit dem akademischen Beinamen Cleon II. zum Mitglied der Leopoldina gewählt.